# Landtagswahl in Tirol 2008
- SPÖ: 5
- GRÜNE: 4
- FRITZ: 7
- ÖVP: 16
- FPÖ: 4

Bei der Landtagswahl in Tirol am 8. Juni 2008 traten neben den im Tiroler Landtag vertretenen Parteien ÖVP, SPÖ, Grüne, FPÖ auch die Liste Fritz Dinkhauser des Arbeiterkammerpräsidenten Fritz Dinkhauser (FRITZ), die KPÖ,  sowie Die Christen (DC) an. Nach dem Endergebnis verlor die ÖVP bei der Landtagswahl erstmals in der Geschichte Tirols ihre absolute Mandatsmehrheit. Auch die SPÖ und die Grünen mussten schwere Verluste hinnehmen. Fritz Dinkhauser erreichte mit seiner Bürgerliste aus dem Stand den zweiten Platz und kürte sich zum Wahlsieger der Landtagswahl. Die FPÖ konnte ihren Mandatsstand verdoppeln. Die KPÖ und Die Christen verfehlten klar den Einzug in den Landtag.

## Voraussetzungen

### Ausgangslage
- SPÖ: 9
- GRÜNE: 5
- ÖVP: 20
- FPÖ: 2

Aus der Landtagswahl 2003 war die FPÖ als großer Verlierer hervorgegangen. Sie hatte mehr als 11 Prozent der Stimmen verloren und erreichte mit rund 8 Prozent der Stimmen nur noch den vierten Platz der im Landtag vertretenen Parteien. Die ÖVP konnte trotz starker Stimmverluste auf Grund der sinkenden Wahlbeteiligung um rund 3 Prozent Stimmenanteil zulegen. Sie verfehlte mit 49,9 Prozent der Stimmen zwar knapp die absolute Mehrheit der Stimmen, erreichte aber die absolute Mandatsmehrheit. Die SPÖ konnte ihre Stimmenzahl verbessern und legte um rund 4 Prozent auf einen Stimmanteil von 25,9 Prozent zu. Die größten Gewinne verzeichneten die Grünen, die ihren Stimmanteil auf 15,6 Prozent beinahe verdoppeln konnten. Die KPÖ konnte ihren Stimmanteil ebenfalls stark von 0,1 Prozent auf 0,7 Prozent erhöhen.
Nach der Landtagswahl bildete die ÖVP mit der SPÖ eine Koalitionsregierung, obwohl die ÖVP eine absolute Mehrheit der Mandate hielt und auch alleine hätte regieren können. Die ÖVP erhielt sechs Regierungssitze, die SPÖ zwei. Herwig van Staa wurde als Landeshauptmann bestätigt, zum ersten Landeshauptmann-Stellvertreter wurde der SPÖ-Parteivorsitzende Hannes Gschwentner gewählt. Die beiden FPÖ-Abgeordneten Wilfried Tilg und Erich Rappold wechselten während der Gesetzgebungsperiode kurzzeitig zum BZÖ, gründeten aber bereits kurz danach eine eigene Partei, die Freie Partei Tirol (FPT). Die FPT plante für die Landtagswahl 2008 ein Wahlbündnis mit dem BZÖ, das jedoch nicht zu Stande kam. Daher sagten die beiden Abgeordneten Anfang Mai 2008 die Kandidatur bei der Landtagswahl ab.

### Wahlrecht
Der Tiroler Landtag beschloss am 30. Jänner 2008 eine umfassende Wahlrechtsreform. Neben der Senkung des passiven und aktiven Wahlrechts wurde auch die Zulassung von „Auslandstirolern“ zur Wahl sowie die Briefwahl ermöglicht. Durch die Gesetzesänderung war bei der Landtagswahl 2008 jeder Landesbürger wahlberechtigt, der am Wahltag, dem 8. Juni 2008, das 16. Lebensjahr vollendet hatte. Wahlberechtigte mussten zudem über die österreichische Staatsbürgerschaft und einen Hauptwohnsitz in Tirol verfügen und durften vom Wahlrecht nicht ausgeschlossen sein. Ein Ausschluss vom Wahlrecht bestand, wenn ein inländisches Gericht einen Bürger wegen einer oder mehrerer mit Vorsatz begangener strafbarer Handlungen zu einer mehr als einjährigen Freiheitsstrafe rechtskräftig verurteilt hatte. Nach der Wahlrechtsreform 2008 durften an der Wahl erstmals auch österreichische Staatsbürger teilnehmen, die vor der Verlegung ihres Hauptwohnsitzes in das Ausland diesen in Tirol hatten und alle anderen Voraussetzung für die Stimmberechtigung erfüllten. Das Wahlrecht wurde diesen Bürgern für die Dauer ihres Aufenthaltes im Ausland, längstens jedoch für zehn Jahre, gewährt. Das passive Wahlrecht wurde mit der Wahlrechtsreform ebenfalls gesenkt. Dadurch erhielten alle aktiv Wahlberechtigten für die Landtagswahl 2008 das passive Wahlrecht, soweit sie am Wahltag das 18. Lebensjahr vollendet hatten.

### Wahlgang
Am 20. März 2008 wurde vom Landtag die Vorverlegung der Landtagswahl, die regulär im Herbst 2008 stattfinden hätte sollen, mit den Stimmen von ÖVP, SPÖ und Grünen beschlossen. Als Wahltag wurde der 8. Juni 2008 bestimmt. Lediglich die Abgeordneten der Freien stimmten gegen eine Vorziehung der Wahl. Die Vorverlegung der Wahl erfolgte auf Antrag der Landesregierung, da durch die Regierungskrise im Bund ein Zusammenfallen von Neuwahlen des Nationalrats mit der Landtagswahl befürchtet wurde.
Während Personen mit Hauptwohnsitz in Tirol automatisch in die Wählerevidenz eingetragen wurden, mussten „Auslandstiroler“ sich rechtzeitig in der jeweiligen Gemeinde in die Wählerevidenz eintragen lassen. Hierfür war ein entsprechender Antrag erforderlich, der in jeder technisch möglichen Weise eingebracht werden konnte. Nach der Wahlrechtsreform war neben der persönlichen Stimmabgabe in der Heimatgemeinde und der Wahl mittels Wahlkarte erstmals auch die Briefwahl ermöglicht worden. Mit einer Wahlkarte konnten die Wahlberechtigten in jedem Wahllokal in Tirol wählen, das Wahlkarten annahm oder ihre Stimme bei Vorliegen einer Bettlägerigkeit einer „fliegenden Wahlkommission“ vor Ort abgeben. Durch die Einführung der Briefwahl war es bei der Landtagswahl 2008 erstmals möglich, die Wahlkarte ab dem Erhalt bis zum Schließen des letzten Wahllokals in Tirol per Post aus dem In- oder Ausland an die zuständige Kreiswahlbehörde zu senden. Die Wahlkarte musste spätestens am achten Tag nach dem Wahltag bis 12:00 Uhr einlangt sein. Der Antrag auf Ausstellung einer Wahlkarte erfolgte beim Bürgermeister der Gemeinde, in der der Wähler in der Wählerevidenz aufschien. Der Antrag muss bis spätestens am vierten Tag vor dem Wahltag schriftlich oder bis spätestens am zweiten Tag vor der Wahltag (12:00 Uhr) mündlich erfolgen.

## Wahlwerbende Parteien (Listennamen)

### Tiroler Volkspartei – Herwig van Staa (ÖVP)
Die ÖVP zog mit Landeshauptmann Herwig van Staa als Spitzenkandidat in die Tiroler Landtagswahl. Im Zentrum des ÖVP-Wahlkampfs standen die Erfolge der ÖVP in der bisherigen Regierungszeit und die Fortsetzung des Regierungskurses. Wichtige Themenfelder des ÖVP-Wahlprogramms waren Sicherheit, leistbares Wohnen, die Sicherung der Gesundheitsversorgung, den Ausbau der Schiene und die Sicherung der Arbeitsplätze bei gerechtem Einkommen.
Landeshauptmann van Staa kündigte an, mindestens 40 Prozent der Stimmen erreichen zu müssen, um eine Koalition zwischen SPÖ, Grünen und Dinkhauser verhindern zu können. Van Staa ließ sich vor der Wahl alle Koalitionsvarianten offen, bezeichnete jedoch eine Zusammenarbeit mit Fritz Dinkhauser als die „unwahrscheinlichste Variante“.

### Sozialdemokratische Partei Österreichs – Tirol – Hannes Gschwentner (SPÖ)
Die SPÖ kandidierte bei der Landtagswahl mit dem Spitzenkandidaten und Vorsitzenden der SPÖ Tirol Hannes Gschwentner. In ihrem Wahlprogramm „Es ist genug für alle da.“ stellte die SPÖ die Arbeitsplatzsicherung, die Garantie auf Bildung und die Absicherung des Gesundheitssystems ins Zentrum. Weitere wichtige Themenfelder der SPÖ waren Alltagsbedingungen der Arbeitnehmer, die Zukunft der Jugend, die Chancengleichheit der Frauen und die Sicherheit der älteren Generation. In ihrem Plakatwahlkampf forderte die SPÖ eine Verbesserung der Kinderbetreuung, die Senkung der Wohnkosten, mehr Arbeit für junge Menschen und die Erhöhung der Einkommen.
Als Wahlziel nannte Gschwendtner das Halten der neun Landtagsmandate und eine Fortführung der Regierungsbeteiligung. Gschwentner kündigte an, nach der Wahl mit allen Parteien reden zu wollen. Jedoch hielt der Spitzenkandidat auf Grund der Ausländerpolitik der FPÖ es nicht für wahrscheinlich, dass die Gespräche „über ein vorsichtiges Sondieren“ hinausgehen würden.

### Die Grünen – Die Grüne Alternative Tirol (GRÜNE)
Die Grünen nominierten für die Landtagswahl den Landessprecher der Tiroler Grünen und Klubobmann im Landtag Georg Willi als Spitzenkandidaten. In ihrem Wahlprogramm „Tirol kriegt die Kurve“ traten die Grünen gegen den „Postenschacher“ der ÖVP auf und forderten die Rückgabe der Gemeindegründe von den Agrargemeinschaften. Weitere Themen der Grünen waren der Naturschutz und sanfter Tourismus, die Reduzierung des Transits, der Ausbau des öffentlichen Verkehrs, Frauen-, Familien- und Jugendförderung sowie die „Energiewende“.
Als Wahlziel gab Georg Willi das Erreichen von 20 Prozent Stimmanteil aus. Parteichef Alexander Van der Bellen trat zudem für eine Regierungsbeteiligung nach der Wahl ein. Willi kündigte jedoch an, nur mit einer ÖVP ohne Landeshauptmann Van Staa und Landesrat Anton Steixner koalieren zu wollen. Eine Koalition mit der FPÖ schlössen die Grünen prinzipiell aus.

### Freiheitliche Partei Österreichs – die Tiroler Freiheitlichen (FPÖ)
Die FPÖ trat bei der Landtagswahl 2008 in Tirol mit ihrem Landesparteiobmann und Nationalratsabgeordneten Gerald Hauser als Spitzenkandidaten an. Die FPÖ war nach der Abspaltung des BZÖ nicht im Landtag vertreten, da sich die beiden gewählten FPÖ-Landtagsabgeordneten dem BZÖ zugewendet hatten und aus der FPÖ ausgeschlossen wurden. Sie hatten in der Folge die Freie Partei Tirol (FPT) gegründet, sagten jedoch ihre geplante Kandidatur wenige Wochen vor der Wahl ab.
Die FPÖ sprach sich im Wahlkampf gegen den EU-Reformvertrag und die angebliche  „Islamisierung Tirols“ aus, wobei die FPÖ unter anderem ein Bauverbot für Moscheen und Minarette forderte. Des Weiteren forderte die FPÖ im Wahlkampf eine „Minuszuwanderung“. FPÖ-Chef Hauser sprach sich zudem für die Bekämpfung der Armut in Tirol aus und forderte eine Stärkung der Familien. Familienbeihilfe, Kindergeld sowie umfangreiche Gesundheitsleistungen und geförderte Wohnungen sollen jedoch nur österreichischen Staatsbürger erhalten. Als Wahlziel nannte Hauser die Erreichung eines zweistelligen Ergebnis sowie drei bis vier Landtagsmandate. Eine Koalition würde Hauser mit allen Parteien außer den Grünen bilden, jedoch kündigte er an, einen Wahlverlierer nicht zum Landeshauptmann zu wählen.

### Jugendpolitische Liste mit der kommunistischen Jugend (KPÖ)
Die KPÖ trat bei der Landtagswahl 2008 mit dem Listennamen Jugendpolitische Liste mit der kommunistischen Jugend (KPÖ) an. Eine landesweite Kandidatur wurde durch die Unterstützungserklärungen der Grünen Landtagsabgeordneten erstmals seit 1961 ermöglicht. Wie der Listenname verdeutlicht setzt sich die KPÖ in ihrem Wahlkampf insbesondere für Jugendliche ein. So fordert die KPÖ unter anderem eine Bildungsreform, eine Ausbildungsverpflichtung für Betriebe und die Einbeziehung der jungen Bevölkerung in alle wichtigen Institutionen. Des Weiteren forderte die KPÖ eine Arbeitszeitsenkung bei vollem Lohnausgleich, Mindestlöhne, die Gleichberechtigung der Frau, leistbares Wohnen und den Ausbau des öffentlichen Verkehrs. Der jugendpolitische Ansatz des KPÖ-Wahlkampfs wurde durch das Alter der drei Listenersten, die jeweils unter 30 Jahre alt sind, unterstrichen. Spitzenkandidat der KPÖ Tirol war der Schlosserlehrling Julian Nothdurfter, der zur Zeit der Landtagswahl 18 Jahre alt war.

### Die Christen (DC)
Die Christen traten nach der Landtagswahl in Niederösterreich 2008 zum zweiten Mal bei Wahlen an. Spitzenkandidat der 2005 gegründeten Partei war der Landesobmann und pensionierte Versicherungsberater Franz Lair. Die Partei setzte sich in ihrem Wahlkampf nach eigenen Angaben für die Umsetzung der „christlichen Werte“ ein. Im Vordergrund standen dabei der „Schutz des Lebens von der Empfängnis bis zum natürlichen Tod“ und die „Ehe als treue Liebes- und Lebensgemeinschaft zwischen Mann und Frau“. Des Weiteren forderten Die Christen eine umfassende Entlastung von Familien.

### Fritz Dinkhauser – Bürgerforum Tirol (FRITZ)
Die Liste Fritz Dinkhauser – Bürgerforum Tirol wurde von Spitzenkandidat Fritz Dinkhauser gegründet und trat bei der Landtagswahl 2008 erstmals bei Wahlen an. In ihrem Wahlprogramm bezeichnet die Liste die „gerechte Verteilung, das Beenden der Seilschaften und eine Politik, die den Menschen in den Mittelpunkt stellt“ als zentrale Themen. Zu den Forderungen der Bürgerliste zählten leistbares Wohnen, Familienförderung, ein umfangreiches Sozialpaket sowie eine Bildungsoffensive. Weitere Anliegen der Bürgerliste waren die Rückgabe von Grund und Boden der Agrargemeinschaften an die Gemeinden sowie die Stärkung der rechtlichen Stellung des Landes Tirol und der Gemeinden. Neben Dinkhauser war der auf Platz drei gereihte Obmann des Transitforums Austria Fritz Gurgiser der prominenteste Kandidat.
Als Mindestziel setzte Dinkhauser das Überspringen der Marke von zehn Prozent an. Für eine mögliche Koalition präferierte er nach der Wahl eine Zusammenarbeit mit der SPÖ und den Grünen. Eine Zusammenarbeit mit Landeshauptmann Van Staa schloss Dinkhauser dezidiert aus; am 1. Juni kündigte er an, auch mit allfälligen Nachfolgern nicht zusammenarbeiten zu wollen. Drei Tage später erklärte Dinkhauser jedoch, unter Bedingungen für eine Koalition mit der ÖVP zur Verfügung zu stehen.

## Wahlkampfbudgets
Für den Landtagswahlkampf 2008 wendeten die Tiroler Parteien mehr als 3 Millionen Euro auf. Über das höchste Wahlkampfbudget verfügte die ÖVP, die sich den Wahlkampf 1,5 Millionen Euro kosten ließ. Dies waren um 300.000 Euro mehr als bei der Wahl 2003. Nicht mit eingerechnet waren jedoch die Budgets der ÖVP-Teilorganisationen Bauernbund, Wirtschaftsbund oder AAB. Über das zweitgrößte Budget verfügte die SPÖ, die für den Wahlkampf 700.000 Euro aufwendete, 100.000 Euro mehr als 2003. Die Grünen investierten 400.000 Euro in den Wahlkampf, die Liste Dinkhauser brachte 350.000 Euro auf. Die FPÖ gab über ihr Wahlkampfbudget keine Auskünfte. Das Wahlkampfbudget der KPÖ betrug laut eigenen Angaben 5.500 Euro, Die Christen wendeten 10.000 Euro aus Spenden und Ersparnissen für ihren Wahlkampf auf.
Eine Wahlkampfrückerstattung erhielten in Tirol nur jene Parteien, die den Sprung in den Landtag erreichten. Die zur Verfügung stehende Summe wurde entsprechend dem Wahlergebnis zwischen den Parteien aufgeteilt.

## Umfragen
Mitte Mai 2008 präsentierte die Tiroler Tageszeitung eine Umfrage des Markt- und Meinungsforschungsinstituts „market“ (1.000 Befragte) zur Landtagswahl 2008. Die Umfrage prognostizierte der ÖVP starke Verluste, auch die SPÖ hätte der Umfrage nach deutlich Stimmen eingebüßt. „market“ prognostizierte der ÖVP 39 Prozent und der SPÖ 22 Prozent. Bei der Landtagswahl 2003 hatte die ÖVP noch 49,9 Prozent und die SPÖ 25,9 Prozent erreicht. ÖVP und SPÖ verloren auch im Vergleich zu einer Umfrage vom September 2007, in der die ÖVP noch 44 Prozent und die SPÖ noch 26 Prozent erreicht hatten. „market“ rechnete des Weiteren mit 16 Prozent für die Grünen, mit 13 Prozent für Fritz Dinkhauser und mit 9 Prozent für die FPÖ. Die market-Umfrage erhob auch die Koalitionspräferenzen der Befragten. 28 Prozent der Befragten sprachen sich für eine Weiterführung der ÖVP-SPÖ Regierungskoalition aus. 14 Prozent favorisierten eine Koalition aus ÖVP und der Liste FRITZ, 9 Prozent eine Koalition aus ÖVP und Grünen und 7 Prozent eine ÖVP-FPÖ Koalition. 10 Prozent stimmten für eine Koalition aus SPÖ, Grüne und FRITZ.
Bereits am 10. Mai hatte die Tageszeitung Österreich eine Umfrage des Meinungsinstitutes Gallup veröffentlicht, die ähnliche Ergebnisse erbrachte. Gallup zufolge wäre die ÖVP auf 41 Prozent der Stimmen gekommen, die SPÖ hätte 21 Prozent erzielt. Gallup zufolge konnten die Grünen 18 Prozent und damit leichte Gewinne erzielen, Die Liste FRITZ mit 12 Prozent sicher im Landtag gewesen. Die FPÖ käme der Umfrage zufolge auf 8 Prozent der Stimmen. Gallup fragte neben den Wahlergebnissen auch ab, welchem Kandidaten die Wähler im Falle einer Landeshauptmanndirektwahl ihre Stimme geben würden. Demnach wäre Amtsinhaber Herwig van Staa lediglich auf 28 Prozent gekommen, Fritz Dinkhauser hätte 22 Prozent erreicht. Landeshauptmannstellvertreter Hannes Gschwentner hätten 14 Prozent, Grünen-Chef Georg Willi 8 Prozent in einer Direktwahl gewählt.
Eine Ende Mai von der Tageszeitung Österreich präsentierte Gallup-Umfrage prognostizierte der ÖVP und der SPÖ noch schwerere Verluste, sie hätten demzufolge nur noch 40 bzw. 19 Prozent erreicht. Auch die Grünen rutschten mit 14 Prozent unter ihre bisherigen Umfragewerte. Die Liste Dinkhauser hätte der Umfrage zufolge 17 Prozent der Stimmen erreicht. Der FPÖ blieben 10 Prozent.

## Wahlergebnis

### Gesamtergebnis

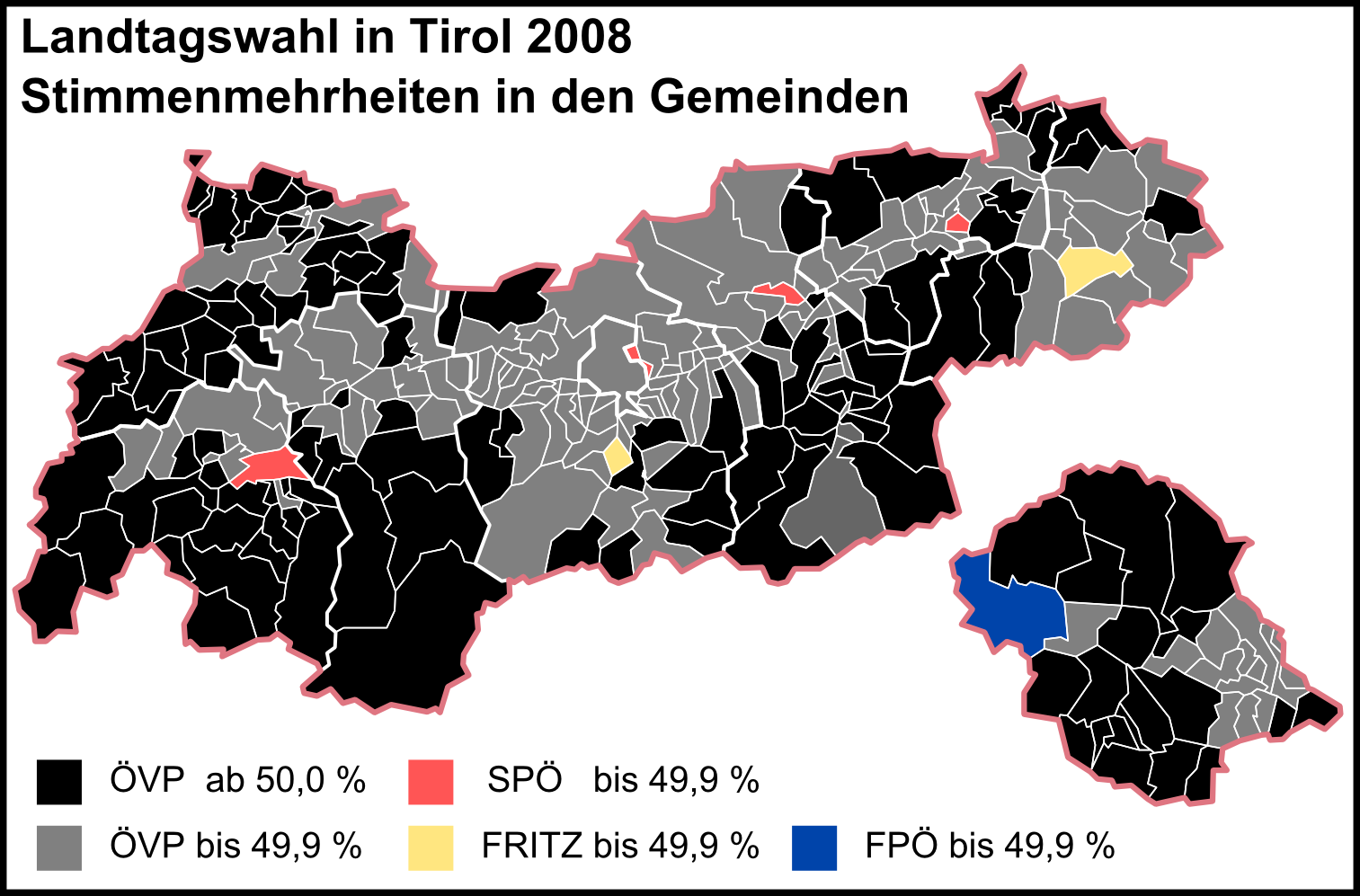
Mehrheiten in den Gemeinden

Die ÖVP konnte bei der Landtagswahl 2008 ihre absolute Mandatsmehrheit nicht verteidigen und erreichte nach dem amtlichen Endergebnis mit einem Minus von 9,4 Prozentpunkten nur noch 40,5 Prozent der Stimmen. Die ÖVP Tirol büßte des Weiteren vier ihrer bisher 20 Mandate ein und erzielte das schlechteste Wahlergebnis ihrer Geschichte. Die SPÖ musste noch schwerere Verluste als die ÖVP hinnehmen und kam nach einem Minus von 10,2 Prozentpunkten nur noch auf 15,5 Prozent. Auch für die SPÖ Tirol bedeutete der Wahlausgang das schlechteste Ergebnis seit 1945. Sie verlor vier ihrer neun Mandate und fiel auf den dritten Platz zurück. Den zweiten Platz belegte Fritz Dinkhauser, der mit seiner Liste aus dem Stand 18,4 Prozent der Stimmen und sieben Mandate erzielte. Die FPÖ konnte mit einem Stimmanteil von 12,4 Prozent 4,5 Prozentpunkte hinzugewinnen und ihren Mandatsstand auf vier verdoppeln, blieb jedoch weit hinter den Ergebnissen zurück, die sie noch 1999 erreicht hatte. Die Grünen verloren 4,6 Prozentpunkte und belegten mit 10,7 Prozent nur noch den fünften Platz der kandidierenden Parteien. Zudem mussten die Grünen eines ihrer fünf Mandate abgeben. Den sechsten Platz belegten die Christen, die mit 1,4 Prozent die KPÖ übertrafen. Die KPÖ konnte jedoch ihren Stimmanteil von 0,7 Prozent auf 1,2 Prozent deutlich steigern. Beide Parteien verfehlten jedoch deutlich die Fünf-Prozent-Hürde für den Einzug in den Landtag.
|                                            | Ergebnisse 2008 | Ergebnisse 2008 | Ergebnisse 2008 | Ergebnisse 2003 | Ergebnisse 2003 | Ergebnisse 2003 | Differenzen | Differenzen | Differenzen |
| ------------------------------------------ | --------------- | --------------- | --------------- | --------------- | --------------- | --------------- | ----------- | ----------- | ----------- |
|                                            | Stimmen         | %               | Mand.           | Stimmen         | %               | Mand.           | Stimmen     | %           | Mand.       |
| Gesamt                                     | 342.713         | 65,84 %         | 36              | 294.527         | 60,91 %         | 36              | + 48.186    | + 4,93 %    |             |
| Ungültig                                   | 5.932           |                 |                 | 4.350           |                 |                 | + 1.582     |             |             |
| Gültig                                     | 336.781         | 98,27 %         |                 | 290.177         | 98,52 %         |                 | +46.604     | - 0,25 %    |             |
| Partei                                     |                 |                 |                 |                 |                 |                 |             |             |             |
| Österreichische Volkspartei                | 136.401         | 40,50 %         | 16              | 143.456         | 49,89 %         | 20              | - 7.055     | - 9,39 %    | - 4         |
| Sozialdemokratische Partei Österreichs     | 52.066          | 15,46 %         | 5               | 74.580          | 25,85 %         | 9               | - 22.514    | - 10,39 %   | - 4         |
| Die Grünen – Die grüne Alternative         | 36.136          | 10,73 %         | 4               | 44.424          | 15,59 %         | 5               | - 8.288     | - 4,86 %    | - 1         |
| Freiheitliche Partei Österreichs           | 41.788          | 12,41 %         | 4               | 22.981          | 7,97 %          | 2               | + 18.807    | + 4,44 %    | + 2         |
| Kommunistische Partei Österreichs          | 3.896           | 1,16 %          | 0               | 2.024           | 0,70 %          | 0               | + 1.872     | + 0,46 %    | ± 0         |
| Die Christen                               | 4.699           | 1,40 %          | 0               | n.k.            |                 |                 | + 4.699     | + 1,40 %    |             |
| Liste Fritz Dinkhauser – Bürgerforum Tirol | 61.795          | 18,35 %         | 7               | n.k.            |                 |                 | + 61.795    | + 18,35 %   | + 7         |

### Vorzugsstimmen
Bei der Landtagswahl in Tirol konnten Vorzugsstimmen nur in den Bezirkswahlkreisen, jedoch nicht auf Landesebene vergeben werden. Die Zahlen sind daher auf Grund der unterschiedlichen Anzahl an Wahlberechtigten in der Wahlkreisen nur bedingt vergleichbar. Die höchste Anzahl an Vorzugsstimmen erreichten Landesrat Anton Steixner (ÖVP), vor Landesrat Erwin Koler (ÖVP) und dem stellvertretenden Klubobmann Jakob Wolf. Landeshauptmann Herwig van Staa erzielte lediglich die fünfthöchste Anzahl. Die ersten 14 Plätze wurde fast ausschließlich von ÖVP-Politikern belegt, lediglich Fritz Dinkhauser erreichte die achthöchste Anzahl an Vorzugsstimmen. SPÖ-Chef Hannes Gschwentner belegte mit 2.741 Stimmen Platz 15, FPÖ-Spitzenkandidat Gerald Hauser mit 2.423 Stimmen Platz 16 und der Grüne Klubobmann Georg Willi mit 2.184 Stimmen Platz 18.
| Platz | Name                 | Partei | Wahlkreis       | Stimmen |
| ----- | -------------------- | ------ | --------------- | ------- |
| 1.    | Anton Steixner       | ÖVP    | Innsbruck-Land  | 5.684   |
| 2.    | Erwin Koler          | ÖVP    | Landeck         | 5.454   |
| 3.    | Jakob Wolf           | ÖVP    | Imst            | 5.123   |
| 4.    | Andreas Köll         | ÖVP    | Lienz           | 4.869   |
| 5.    | Herwig van Staa      | ÖVP    | Innsbruck-Stadt | 4.760   |
| 6.    | Anna Hosp            | ÖVP    | Reutte          | 4.612   |
| 7.    | Johannes Bodner      | ÖVP    | Kufstein        | 4.502   |
| 8.    | Friedrich Dinkhauser | FRITZ  | Innsbruck-Stadt | 4.312   |
| 9.    | Josef Geisler        | ÖVP    | Innsbruck-Stadt | 4.232   |
| 10.   | Franz Berger         | ÖVP    | Kitzbühel       | 4.028   |

## Wählerstromanalyse
Für die Landtagswahl in Tirol veröffentlichte das Sozialforschungsinstitut SORA nach der Wahl eine Wählerstromanalyse. Der Analyse zufolge verlor die ÖVP vor allem Stimmen an die Nichtwähler (16.000 Stimmen), an FRITZ (7.000) und die FPÖ (4.000). Lediglich von der SPÖ konnte die ÖVP 3.000 Stimmen gewinnen. Die SPÖ büßte die meisten Stimmen an die Gruppe der Nichtwähler (15.000) ein, verlor jedoch auch an die Liste FRITZ (9.000) und die FPÖ (5.000). Fritz Dinkhauser erhielt die meisten seiner Stimmen von ehemaligen Nichtwählern (30.000) und konnte zudem von allen etablierten Parteien Stimmen abziehen. Die meisten Stimmen erhielt FRITZ von der SPÖ (9.000), gefolgt von den Grünen (8.000), der ÖVP (7.000) und der FPÖ (5.000). Auch die FPÖ konnte stark bei den Nichtwählern punkten. Sie konnte 9.000 Stimmen aus dieser Gruppe von sich überzeugen und konnte zudem 5.000 ehemalige SPÖ-Wähler sowie 4.000 ehemalige ÖVP-Wähler überzeugen. Die Grünen verloren ihre Stimmen an die Liste FRITZ (8.000) und die Nichtwähler (5.000).

## Auswirkungen
Nach den Wahlniederlage der ÖVP am 8. Juni trat Herwig van Staa am 23. Juni von seiner Funktion als Landeshauptmann zurück. Zu seinem Nachfolger wurde der damalige Innenminister Günther Platter bestimmt. Trotz der schweren Verluste setzten ÖVP und SPÖ die Koalition in Tirol fort. Die FPÖ blieb auch nach der Wahl bei ihrer Ankündigung, keinen der Wahlverlierer zum Landeshauptmann zu wählen. Die ÖVP führte mit Fritz Dinkhauser keine Koalitionsgespräche, nachdem Dinkhauser auch nach der Wahl den Rücktritt von Landeshauptmann van Staa und Landesrat Steixner gefordert hatte. Ein weiterer Grund für das Scheitern einer Koalition zwischen ÖVP und Dinkhauser war die Ablehnung des Brennerbasistunnels, des Ausbaus der Wasserkraft und der Realisierung des Tschirganttunnels durch Fritz Dinkhauser.
Die Niederlage der SPÖ bei der Landtagswahl verstärkte den Druck auf SPÖ-Bundeskanzler Alfred Gusenbauer nach den Verlusten bei der Grazer Gemeinderatswahl und der Landtagswahl in Niederösterreich. Gusenbauer musste Mitte Juni den Parteivorsitz an Infrastrukturminister Werner Faymann abgeben. Die fortlaufenden Differenzen zwischen ÖVP und SPÖ auf Bundesebene führten in der Folge zu vorgezogenen Nationalratswahlen. Durch den Erfolg bei der Landtagswahl in Tirol kandidierte Fritz Dinkhauser auch bei der Nationalratswahl, verfehlte dort jedoch den Einzug ins Parlament.